# Callicentrus flavivitta
Callicentrus flavivitta är en insektsart som beskrevs av Walker. Callicentrus flavivitta ingår i släktet Callicentrus och familjen hornstritar. Inga underarter finns listade i Catalogue of Life.